# Saoaba
 (avril 2025).
Si vous disposez d'ouvrages ou d'articles de référence ou si vous connaissez des sites web de qualité traitant du thème abordé ici, merci de compléter l'article en donnant les références utiles à sa vérifiabilité et en les liant à la section « Notes et références ».
 (avril 2024).
Le saoaba, sahoaba ou kadaka est un plat traditionnel malgache à base de lait de coco, originaire de la région nord de Madagascar, plus particulièrement de la région nord-ouest. Ce mets est un mélange de tubercules et de fruits verts, cuits avec de l'eau ou du lait de coco, souvent parfumé à la vanille et aux épices locales. Faisant partie intégrante de la culture culinaire malgache, le saoaba est consommé aussi bien en version sucrée que salée et peut parfois remplacer le riz comme aliment de base.

## Historique
Le saoaba est un plat ancien, enraciné dans les traditions alimentaires de la région nord de Madagascar. À l'origine, il était préparé simplement avec de l'eau et des tubercules locaux, constituant une alternative au riz, notamment en période de pénurie. Avec le temps, la recette a évolué sous l'influence des nouvelles générations qui y ont intégré du lait de coco et de la vanille pour rehausser son goût.

## Préparation et variantes
Le saoaba se compose de féculents comme le manioc, l’igname ou le taro ou de céréales (maïs…), avec des bananes plantains vertes ou jaunes ou encore le jacquier. Ce mélange peut être agrémenté d’épices locales et parfois de lait de coco. Il se mange, selon les usages, sucré au nord de Madagascar et salé au sud, accompagné de haricots, de viande.

### Variantes
- Sahoaba katakata (banane)
- Sahoaba sahôgno
- Sahoaba tsakotsako
- Sahoaba majaola